# Laurențiu Rus
Laurențiu Daniel Rus (Cluj-Napoca, 7 maggio 1985) è un ex calciatore rumeno, di ruolo centrocampista.

## Palmarès
- Coppa di Romania: 1

Dinamo Bucarest: 2011-2012
- Supercoppa di Romania: 2

Dinamo Bucarest: 2012
Astra Giurgiu: 2014
- Campionato rumeno: 1

CFR Cluj: 2017-2018